# 狩野亨吉
狩野 亨吉（かのう こうきち、1865年9月17日（慶応元年7月28日） - 1942年（昭和17年）12月22日）は、日本の教育者。
第一高等学校の校長、京都帝国大学文科大学初代学長を務める。また、江戸時代の特異な思想家安藤昌益の発見、竹内文書の批判、春画の蒐集でも知られる。

## 略歴・人物

### 小学校入学まで
- 1865年（慶応元年） 久保田藩領の秋田郡大館町（現秋田県大館市）の藩士で代々学者の狩野家の二男に生まれた[1]。父は狩野良知。
- 1868年（明治元年） 戊辰戦争における秋田戦争で、父・狩野良知が勤める大館城が落城。狩野亨吉は姉に背負われて命からがら津軽藩に避難する。
- 1874年（明治7年） 父が上京し、内務省勤めとなる[1]。
- 1876年（明治9年） 母と共に上京、狩野家は一家で東京移住となった。番町小学校に入学。

### 学歴
- 1878年（明治11年） 同小学校卒業、東京府第一中学（現在の都立日比谷高校）変則科[2]に入学。のち、教育令改正のため、第一中学から新制 大学予備門（のちの第一高等学校）に繰上げ入学。
- 1884年（明治17年） 大学予備門卒業、東京大学（後の帝国大学→東京帝国大学）理学部入学
- 1888年（明治21年） 帝国大学理科大学数学科を卒業、理学士。
- 1889年（明治22年） 帝国大学文科大学哲学科2年へ編入。在学中、英文科在学中の夏目漱石と親しくなる。
- 1891年（明治24年） 同哲学科卒業、文学士。同大学院へ進む。
- 1907年（明治40年） 文学博士（帝国大学教授任期1年を満たしたため）。

### 職歴
- 1892年（明治25年） 金沢の第四高等中学校教授
- 1894年（明治27年） 四高を退職
- 1896年（明治29年） 漱石の招きで熊本の第五高等学校に赴任。
- 1898年（明治31年） 五高を退職、第一高等学校赴任、同校校長（34歳の若さ）。任期は1906年（明治39年）まで。後任の校長（1906年（明治39年）- 1913年（大正2年））は、新渡戸稲造。
- 1906年（明治39年） 京都帝国大学文科大学初代学長（現在の文学部長に相当）。
- 1907年（明治40年） 京都帝大辞職、退官（人事などでの文部省との軋轢や健康の悪化などから神経衰弱を理由）。東京に戻る。

### 人物
東京府第一中学の同級に親友の澤柳政太郎、松崎蔵之助、岡田良平、上田萬年、幸田露伴、尾崎紅葉がいた。
東京大学卒業後、四高・五高の倫理学教授を経て一高の校長となったが、夏目漱石が英国留学後、一高講師になったのは狩野の推薦による。また、理科から文科哲学へと若かりし日の狩野と類似の軌跡を辿った田邊元なども教え子である。名校長の誉れが高く、一高の校風はこの時期に確立したといわれている。
京都帝大時代は内藤湖南、幸田露伴、西田幾多郎、富岡謙蔵、桑原隲蔵ら少壮有為な人々を教授陣に招き、京大文学部の基礎を築いたが、当時は少なからず波紋を呼んだ。英文科に夏目漱石を招くことも強く望んでいたが、漱石は固辞し東京朝日新聞社に入社した。ただ、その後も交友関係は続き、漱石の葬儀にあたっては友人代表に推され弔辞を読んでいる。狩野自身は漱石の文学にはほとんど関心を示さず、「小説よりも講談のほうがずっとおもしろい」と言っていたという。
京都帝国大学退官以後、学校関係の定職には就かなかった。1923年（大正12年）東京市小石川区大塚坂下町の長屋に姉の前小屋久子とともに「書画鑑定並びに著述業」の看板を掲げ、書画や刀剣の鑑定などで生計を立てた。浮世絵や春画の蒐集家としても有名で、改造社社長の山本実彦からは「春画蒐集にかけては日本一」と折り紙をつけられた。また、浮世絵研究家の金子孚水は「浮世絵の秘画の収集は世界最大のもの」と評している。自ら絵筆を執って描いた「あぶな絵」も数百枚に及ぶ。これらの自筆の絵に合わせる形で、ノート30冊のポルノ小説を遺したことも知られている。なお、亨吉にとっての「鑑定」とは「歴史の捜索を繰り返すこと」を意味していた。彼からすれば、歴史を次々に読み切っていくことこそが鑑定であり、いわば「世界読書法」なのであった。
狩野の学識を惜しむ中学以来の親友澤柳政太郎から東北帝国大学総長に推されたこともあるが固辞した。山縣有朋や文部大臣浜尾新の意向で、浜尾や東大総長山川健次郎から皇太子裕仁親王（のちの昭和天皇）の教育掛に推されたこともあるが、「自分は危険思想の持ち主である」としてこれを拒否している。自身は「西田さんや内藤君はどうか」と述べて2人を推薦したという。
一高在任中の1899年（明治32年）江戸時代の思想家安藤昌益の著書『自然真営道』を見出し、1928年（昭和3年）『岩波講座　世界思潮』第三冊誌上に「安藤昌益」を発表し紹介。
天津教古文書のいわゆる竹内文書について史料批判を行った。1936年（昭和11年）、岩波書店『『思想』同年6月号の誌上で「天津教古文書の批判」を発表し、古文書が偽書であることを証明した。なお、1942年（昭和17年）天津教の裁判に検察の証人として言語学者の橋本進吉とともに出廷している。
投資していた会社が倒産して負債を抱えたことから、石本恵吉（石本新六の子）の書籍取次会社「大同洋行」を仲介に蔵書を大量売却した。1912年（明治45年）から1913年（大正2年）にかけて、10万点以上の貴重な蔵書を東北帝国大学に売却。この蔵書は、同大学図書館に狩野文庫として所蔵されている。また、東京大学駒場図書館にも、狩野文庫として亨吉の日記・来翰が所蔵されている。
生涯独身で、童貞だったとする説もある。生前には1冊の著書も刊行しなかった。博覧強記にして多くの知識人の人望を集めた。めったに肖像画を描かない画家の須田剋太が「狩野亨吉像」を描いており、哲学者の田邊元は「自分の学問の師はあきらかに西田博士であるが、人生の師は狩野博士である」と述べたといわれる。また、弁護士の正木ひろしは「狩野先生こそ本当の国宝的人物だ」と評した。
1942年（昭和17年）12月22日、胃潰瘍のため東京府東京市小石川区大塚坂下町（現東京都文京区大塚）の自宅にて逝去。告別式は同月24日、青山斎場で行われ多磨霊園に葬られた。

## 家族
父の狩野良知・叔父の狩野旭峰は漢学者。祖母の狩野水子（美津）は歌人として知られる。母は水野千代。兄に自由民権運動家の狩野元吉、姉に前小屋氏に嫁した久子がいる。

## 栄典
位階
- 1892年（明治25年）9月26日 - 正七位[9]
- 1908年（明治41年）11月10日 - 従四位[10]

勲章
- 1908年（明治41年）6月25日 - 勲四等瑞宝章[11]